# Bundesregierung Kreisky I
Die österreichische Bundesregierung Kreisky I wurde nach der Nationalratswahl vom 1. März 1970 gebildet, bei der die SPÖ die ÖVP überflügelt hatte, ohne die absolute Mandatsmehrheit zu erreichen. Bruno Kreisky gelang es gegen die Zusage, das Wahlrecht minderheitenfreundlich zu ändern, die wohlwollende Duldung seiner Minderheitsregierung (der bis dahin ersten in der Geschichte der Zweiten Republik), die die ÖVP-Alleinregierung Klaus II ablösen sollte, durch die FPÖ zu erreichen. Mit diesem Kabinett begannen 13 Jahre, in denen die SPÖ mit Kreisky an der Spitze die Bundesregierung allein führte. Die ÖVP, die seit 1945 alle Bundeskanzler gestellt hatte, ging in Opposition und blieb dies bis 1987.
Bundespräsident Franz Jonas ernannte das Kabinett am 21. April 1970. Es wurde kritisiert, dass fast ein Drittel der Regierung aus ehemaligen Nationalsozialisten bestand. Johann Öllinger, ein ehemaliger SS-Untersturmführer, trat vier Wochen nach seiner Ernennung freiwillig und nur aus Krankheitsgründen von seinem Amt als Landwirtschaftsminister zurück und wurde durch das ehemalige NSDAP-Mitglied Oskar Weihs ersetzt.
Im Herbst 1971 bewirkte das Kabinett, nach bereits geändertem Wahlrecht, Neuwahlen, die der SPÖ nunmehr die absolute Mandatsmehrheit brachten. Daher trat das Kabinett Kreisky I am 19. Oktober 1971 zurück und wurde vom Bundespräsidenten bis zur Ernennung des zweiten Kabinetts Kreisky am 4. November 1971 mit der Fortführung der Geschäfte betraut.
| Bundesminister (für)                                                        | Amtsinhaber                                                                                            | Partei        | Staatssekretär                               |
| --------------------------------------------------------------------------- | --- | ------------- | -------------------------------------------- |
| Bundeskanzler                                                               | Bruno Kreisky                                                                                          | SPÖ           | Ernst Eugen Veselsky (SPÖ)                   |
| Ministerin ohne Portefeuille im Bundeskanzleramt (bis 26. Juli 1970)        | Hertha Firnberg                                                                                        | SPÖ           |                                              |
| Vizekanzler und BM für Soziale Verwaltung                                   | Rudolf Häuser                                                                                          | SPÖ           | Gertrude Wondrack (SPÖ, bis † 31. Juli 1971) |
| Auswärtige Angelegenheiten                                                  | Rudolf Kirchschläger                                                                                   | parteilos     |                                              |
| Inneres                                                                     | Otto Rösch                                                                                             | SPÖ           |                                              |
| Unterricht, ab 24. Juli 1970: BM für Unterricht und Kunst                   | Leopold Gratz                                                                                          | SPÖ           |                                              |
| Justiz                                                                      | Christian Broda                                                                                        | SPÖ           |                                              |
| Finanzen                                                                    | Hannes Androsch                                                                                        | SPÖ           |                                              |
| Land- und Forstwirtschaft                                                   | Johann Öllinger (bis 22. Mai 1970) Oskar Weihs                                                         | SPÖ           |                                              |
| Handel, Gewerbe und Industrie                                               | Josef Staribacher                                                                                      | SPÖ           |                                              |
| Verkehr und verstaatlichte Unternehmungen, ab 24. Juli 1970: BM für Verkehr | Erwin Frühbauer                                                                                        | SPÖ           |                                              |
| Landesverteidigung                                                          | Johann Freihsler (bis 4. Februar 1971) Karl Lütgendorf (ab 8. Februar 1971, dazwischen: Bruno Kreisky) | SPÖ parteilos |                                              |
| Bauten und Technik                                                          | Josef Moser                                                                                            | SPÖ           |                                              |
| Wissenschaft und Forschung (eingerichtet mit 24. Juli 1970)                 | Hertha Firnberg (ab 26. Juli 1970)                                                                     | SPÖ           |                                              |